# 舞浜入口
舞浜入口（まいはまいりぐち）は、千葉県浦安市舞浜にある首都高速道路湾岸線の入口である。西行き（葛西JCT方面）への入口のみ、設置されている。現在は東京ディズニーリゾートの利用者のほか、付近にある関東最大級の浦安鉄鋼団地や物流センターなどから至近であるため、大型車の利用も多い。

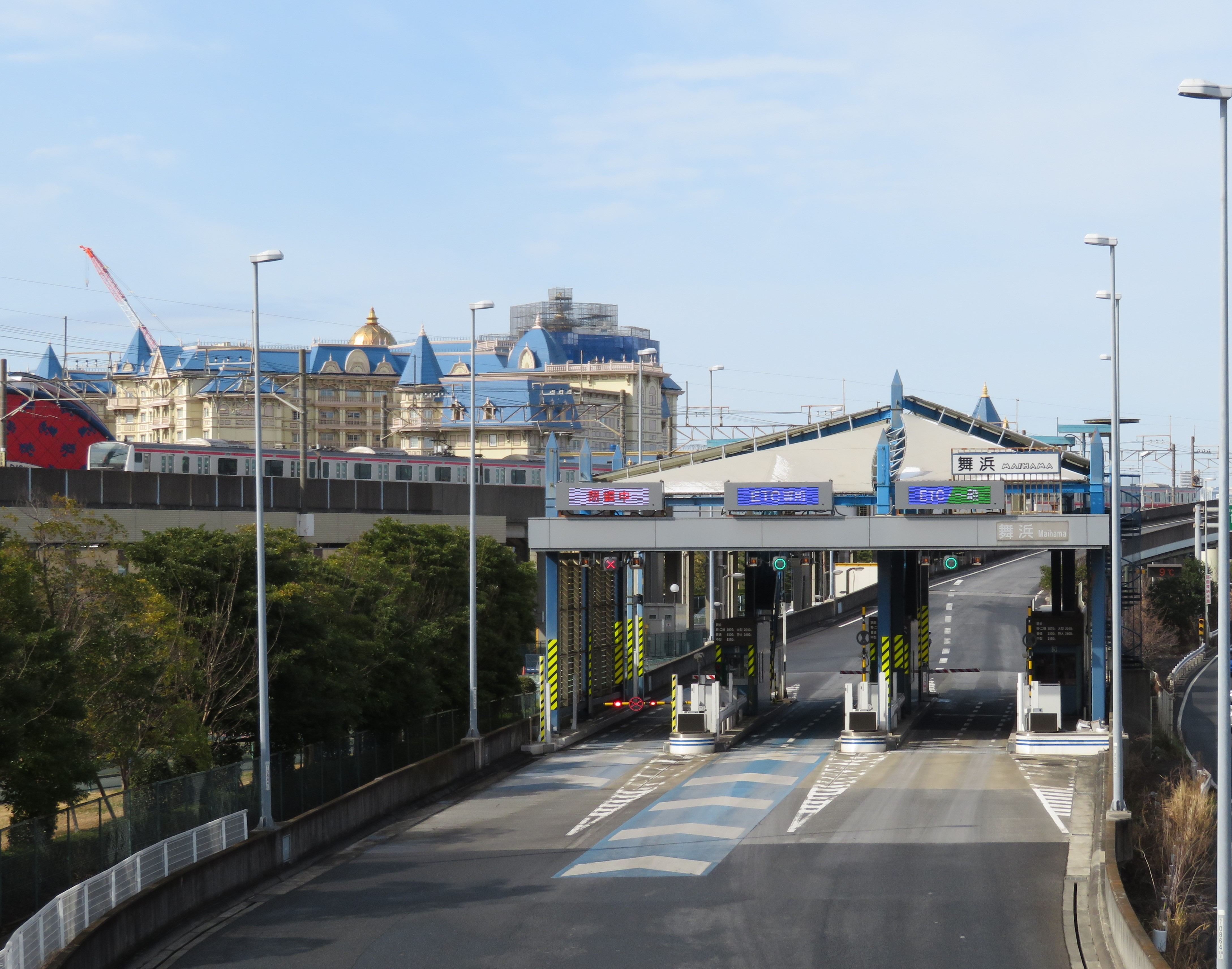
舞浜入口料金所付近

## 設置された経緯
当初、東京ディズニーランドから首都高速湾岸線を利用して東京・横浜方面へ向かう車両は、国道357号を経由して葛西出入口から流入する必要があったが、日本最大の規模を誇る東京ディズニーリゾートの駐車場からは閉園後のピーク時で毎時数千台にも達する大量の車が、舞浜大橋付近で激しい渋滞を引き起こしていた。オリエンタルランド及び浦安警察署は、西行きの車も一旦国道357号を東行きに走行してUターンする形で浦安出入口から流入するよう呼びかけていたが、抜本的な解決にはならなかった。このような事情から、東京ディズニーシー開園に際し、国道357号を経由することなく湾岸線にアクセスできる舞浜入口が追加で設置されることとなり、2001年8月29日午後3時に開通した。
オリエンタルランドが直接に首都高速の建設費用を負担したのではなく、オリエンタルランドが建設費用約27億円を浦安市に寄付し、その額をもって浦安市がランプを建設した。したがって、この部分は浦安市道であり、浦安市が道路の管理を行っている。ただし、実務的には浦安市が費用を負担して首都高速道路（株）に実際の諸管理を委託している。

## 周辺
- JR京葉線舞浜駅
- 東京ディズニーリゾート

## 隣
首都高速湾岸線
(B26,B27)葛西出入口 - (B28)舞浜入口 - (B30,B31)浦安出入口